# Aleksander Świrski
Aleksander Świrski (wep. Aleksandr Süvären), imię świeckie: Amos (ur. 15 czerwca 1448 w Sermaks, zm. 30 sierpnia 1533 nad rzeką Świr) – święty mnich prawosławny.

## Życiorys
Urodził się w rodzinie wepskich bogobojnych chłopów, Stefana i Wassy. Według hagiografii rodzice, gdy dorósł, planowali znaleźć dla niego żonę. Młodzieniec postanowił jednak zostać mnichem. Po spotkaniu z mnichami z Monasterze Wałaam (Valamo) zdecydował dołączyć do tejże wspólnoty monastycznej. Po przejściu rzeki Świr w czasie podróży na północ miał usłyszeć głos, który zapowiadał wzniesienie przez niego monasteru na tym właśnie miejscu. W 1474 dotarł do klasztoru Wałaam i złożył tam wieczyste śluby zakonne, przyjmując imię mnisze Aleksander. Już po tym wydarzeniu na Wałaam mieli dotrzeć poszukujący go rodzice. Mnich Aleksander przekonał jednak ojca i matkę, by również wstąpili do monasterów. Tak też uczynili; Stefan przyjął imię zakonne Sergiusz, zaś Wassa – Barbara.
Mnich Aleksander początkowo żył we wspólnocie razem z innymi zakonnikami, po czym opuścił ją, by przez dziesięć lat żyć w pieczarze, w całkowitej samotności i milczeniu na wyspie nazwanej następnie Świętą. Po upływie wymienionego okresu mnich ponownie miał usłyszeć głos nakazujący mu założenie monasteru nad rzeką Swir. W 1485 duchowny wrócił na wskazane miejsce i tam ponownie zamieszkał w pustelni, żywiąc się jedynie roślinami. Wieść o pustelniku szybko rozeszła się po okolicy, sprawiając, iż mnich zaczął być odwiedzany przez wielu okolicznych mieszkańców, proszących o radę duchową i modlitwę. Do Aleksandra dołączali również mężczyźni pragnący rozpocząć życie mnisze. Tak powstał klasztor, na czele którego stanął mnich Aleksander jako przełożony. Hagiografia przypisuje mu dary leczenia modlitwą, co miało doprowadzić do tego, że mnich jeszcze za życia czczony był jak święty. Po 23 latach od zamieszkania nad rzeką Świr Aleksander miał mieć widzenie Świętej Trójcy. Na miejscu tym powstała następnie kaplica.
Na rok przed śmiercią mnich Aleksander miał przewidzieć jej datę. Zebrał wówczas mnichów kierowanego przez siebie klasztoru, wyznaczając spośród nich czterech kandydatów na przełożonego i prosząc braci o dokonanie wyboru spośród wybranych przez siebie. Zmarł w 1533 i został pochowany w monasterze, na terenie swojej dawnej pustelni, w sąsiedztwie cerkwi Przemienienia Pańskiego.
Kanonizowany w 1547.